# نورت دام دي هام (كيبك)
نورت دام دي هام (بالإنجليزية: Notre-Dame-de-Ham, Quebec)‏ هي بلدية محلية في كيبيك تقع في كندا في Arthabaska Regional County Municipality. يقدر عدد سكانها بـ 414 نسمة ومساحتها 32.90 كم2 .